# Дима Акта
Дима Акта (арап. ديما الأكتع; рођена 1994) је сиријска атлетичарка.

## Биографија
Рођена је 1994. године у Сирији. У августу 2012. је њена кућа у Салћину бомбардована, а нога јој је одстрањена у експлозији. Са породицом је отишла из Сирије у Либан, где је живела неколико година пре него што су дошли у Уједињено Краљевство као избеглице 2017. Населили су се у Бедфордшир 2018. Након што је добила азил и протезу за ногу поново је почела да се бави трчањем који је тренирала и пре него што је изгубила ногу. Током пандемије ковида 19 је била део иницијативе којом је прикупила преко 70.000 фунти за вакцинацију у избегличким камповима. Године 2020. је призната као чланица The Lionhearts, алтернативне фудбалске репрезентације Енглеске. Од 2022. тренира за Летње параолимпијске игре 2024, за дисциплину трчање на 100 метара. Исте године је уврштена на BBC-јеву листу 100 жена за допринос спорту и подизању свести о инвалидности као једна од осам арапских жена те године. Ен-Мари је написала песму о Актином животу.